# Клингонская рождественская песнь
Клингонская рождественская песнь (англ. A Klingon Christmas Carol) — первая пьеса, полностью поставленная на клингонском языке, искусственный язык которого впервые появился во франшизе «Звёздный путь». Спектакль основан на новелле Чарльза Диккенса 1843 года «Рождественская песнь». Клингонская рождественская песнь — это классическая сказка Чарльза Диккенса о призраках и искуплении, адаптированная для отражения клингонских ценностей мужества и чести, а затем переведенная на клингонский язык, исполненная с английскими субтитрами.
Первоначально созданная как сбор средств для театральной труппы Commedia Beauregard, она была написана в 2007 году Кристофером Киддер-Мостромом и Сашей Уоррен и первоначально переведена Лорой Терстон, Биллом Хедриком и Кристофером Киддером-Мостромом. Дополнительный контент и переводы были предоставлены Крисом Липскомбом, когда шоу было расширено в 2010 году.
Commedia Beauregard поставила пьесу с 2007 по 2010 год в Миннесоте и в Чикаго с 2010 по 2014 год. Спектакль также был представлен в Цинциннати в 2013 году, Вашингтоне, округ Колумбия, в 2014 году и Сими-Вэлли, Калифорния, в 2017 году. Кроме того, спектакль вернулся в Миннесоту в 2014 году и Чикаго в 2016 году.

## Краткое содержание

### Акт I
Спектакль начинается в классе; член Вулканского института культурной антропологии начинает сравнительную лекцию о «Рождественской песне» Чарльза Диккенса и ее клингонском аналоге «tlhIngan ram nI'bom» («Песня долгой ночи» на клингонском языке). Вулканскому рассказчику помогают члены Imperial Klingon Players, которые продолжают разыгрывать пьесу. SQuja', клингонский ростовщик, демонстрирует недостаток мужества и чести, отказываясь участвовать в «Годовых играх» и оказывать помощь сыновьям и дочерям павших воинов. Сначала его посещает покойный партнер, Марли, который говорит ему, что посетят три духа; они помешают ей совершиться браку Марли - отобраны без конца и без славы. Первый прибывший дух - бен Кейлис ка' (Призрак прошлого без Кахлеса) отправляет его в путешествие по его истории — сначала в своей школе, на вечеринке своего бывшего работодателя (весИвИк) и, наконец, в момент, разделённый с его бывшей подругой, Белом. Он возвращается в свои ожидания и с долгожданным восприятием духа.

### Акт  II
Акт II начинается в тот же момент, когда закончился Акт I - с голоса за кулисами (Ghost of Kahless Present), выкрикивающего SQuja's. Этот дух, DaHjaj qeylIS qa', предлагает SQuja' выпить из чаши клингонского мужества, а затем показывает ему, что происходит в текущее время. Они посещают скудный пир помощника SQuja, QachIt, и его семьи, включая tImHom, сына QachIt, который покалечен и вряд ли пройдет свой ритуал Age of Ascension, не умерев. Затем SQuja' и дух посещают вечеринку vreD (племянника SQuja), которая состоит из тренировочного турнира. Наконец, DaHjaj qeylIS qa' знакомит SQuja' с quvHa'ghach (Порча) и SaHHa'ghach (Апатия), которые означают гибель для Империи, прежде чем исчезнуть. Его заменяет последний дух, pIq qeylIS qa '(Призрак будущего Кахлесса). Этот безмолвный дух показывает сцены того, что может произойти со SQuja, включая смерть tImHom, прежде чем оставить SQuja в одиночестве в незнакомом и недружественном месте. Парад мертвых воинов сводится к тому, что SQuja' считает Сто-во-кор (клингонские небеса), в то время как SQuja' осознает ошибку своих бесчестных поступков. SQuja' просыпается в своей постели, в восторге от перемены внутри себя, и приступает к исправлению своих предыдущих опрометчивых поступков, включая визиты сначала к vreD и, наконец, к дому QachIt и tImHom.

## Появление и развитие
Commedia Beauregard, театральная труппа, миссия которой состоит в том, чтобы «перевести на сцену универсальный человеческий опыт: расширить наши горизонты и поделиться знаниями обо всех культурах, переводя языки и виды искусства, чтобы создать театр, который прекрасен в своем выражении», создал «Клингонскую рождественскую песнь» в качестве мероприятия по сбору средств в 2007 году. Изначально идея была шуткой, но в конечном итоге превратилась в серьезную пьесу. Кристофер Киддер-Мостром и Саша Уоррен написали новый сценарий, основанный на классике Диккенса. Переводы и другая помощь для первой постановки были предоставлены местными «городами-побратимами».
Получив положительные отзывы, спектакль расширил постановку «Городов-побратимов» до двух спектаклей в 2008 году и трёхнедельного (12 ночей) показа в 2009 году (в Центре Пола и Шейлы Веллстоун и Mixed Blood Theater, соответственно). В постановке 2009 года был использован сценарий с редакцией на клингонском языке Криса Липскомба, члена Института клингонского языка.
В 2010 году «Клингонская рождественская песнь» была дополнительно расширена и переработана Киддер-Мостром. Сцены, изначально отсутствовавшие в пьесе, в том числе дети под мантией Призрака Кахлесс Презент (названные «Апатия» и «Коррупция», в отличие от «Невежества» и «Хочу» из оригинала Диккенса) и Huch qoy'wI' (буквально «тот, кто клянчит деньги») с просьбой о помощи сыновьям и дочерям павших воинов. Кроме того, новые разделы повествования обеспечили переход к сценам с участием Призрака будущего Кахлесса. Марк Окранд, создатель клингонского языка, пересмотрел сценарий в этом году и ввёл новые слова, в том числе quvHa'ghach (развращение) и SaHHa'ghach (апатия), которые были необходимы для пьесы. Крис Липскомб внёс дополнительные изменения, улучшив клингонский перевод.

## Производство

### Премьера
Впервые спектакль был поставлен в декабре 2007 года в Студенческом центре Сент-Пола Миннесотского университета в Сент-Поле, штат Миннесота. Мероприятие, рассчитанное только на одну ночь, которое также включало гала-банкет и благотворительный аукцион, было распродано и имело успех, намного превзошедший ожидания Commedia Beauregard.
Актерский состав был:
- Narrator — Натаниэль Черчилль (Nathaniel Churchill)
- SQuja' (Scrooge) — Майкл Омс (Michael Ooms)
- QachIt (Bob Cratchit) — Кристофер Киддер-Мостром (Christopher Kidder-Mostrom)
- 'emlI' (Mrs. Cratchit) — Джен Рэнд (Jen Rand)
- marDa' (Martha Cratchit) — Эрин Хейнес (Erin Haynes)
- tImHom (Tiny Tim) — Himself (Operated by Scot Moore)
- vreD (Fred) — Брайан Уотсон-Джонс (Brian Watson-Jones)
- marja' (Mrs. Fred) — Лаура Тёрстон (Laura Thurston)
- marlI' (Jacob Marley) — Билл Хедрик (Bill Hedrick)
- Ghost of Kahless Past (Christmas Past) — Брайан О'Нил (Brian O'Neal)
- Ghost of Kahless Present — Роб Уитхофф (Rob Withoff)
- Ghost of Kahless Yet-To-Come — Лаура Тёрстон (Laura Thurston)
- qe'pa (a youth) — Брайан Уотсон-Джонс (Brian Watson-Jones)
- Qob (a youth) — Кристофер Киддер-Мостром (Christopher Kidder-Mostrom)
- Young SQuja' (Young Scrooge) — Скот Мур (Scot Moore)
- van (Fannie) — Джен Рэнд (Jen Rand)
- veSIwIq (Fezziwig) — Билл Хедрик (Bill Hedrick)
- wIlqInS (Dick Wilkins) — Джон Грегори (John Gregory)
- bel (Belle) — Эрин Хейнес (Erin Haynes)
- Weapon Merchant — Роб Уитхофф (Rob Withoff)
- Seller — Джон Грегори (John Gregory)
- Boy — Эндрю Нортроп (Andrew Northrop)
- Warriors — Эндрю Нортроп (Andrew Northrop), Скот Мур (Scot Moore), Джен Рэнд (Jen Rand), Эрин Хейнес (Erin Haynes)
- Guests — Брайан О'Нил (Brian O'Neal), Эндрю Нортроп (Andrew Northrop), Билл Хедрик (Bill Hedrick)

## Персонажи
- Рассказчик (вулканец)
- SQuja (Скрудж)
- QachIt (Боб Крэтчит)
- vreD (Фред, племянник Скруджа)
- Huch qoy'wI' 1 и 2 (благотворители)
- Марли' (Джейкоб Марли)
- бен кейлис ка '(Призрак прошлого Кахлесса)
- Ке'па (юноша, одноклассник Скруджа)
- Коб (юноша, одноклассник Скруджа)
- SQujsa' Up (Молодой Скрудж)
- Ван (Фанни, сестра Скруджа)
- ВЕСИВИК (Феззивиг, работодатель Скруджа)
- wIlqInS (Дик Уилкинс, коллега Скруджа/сотрудник Феззивига)
- Бел
- DaHjaj qeylIS qa '(Призрак настоящего Кахлесса)
- emlI (миссис Крэтчит)
- марДа' (Марта Крэтчит)
- tImHom (Крошечный Тим)
- мара '(миссис Фред)
- меб (Гость) 1, 2 и 3
- quvHa'ghach (Порча)
- SaHHa'ghach (Апатия)
- pIq qeylIS qa '(Призрак будущего Калесса)
- SuvwI '(Воин) 1, 2 и 3
- Суй (торговец оружием)
- ngevwI' (Продавец)
- ЛоДХом (мальчик)

## Производственный дизайн

### История дизайна
Оригинальная постановка «Клингонской рождественской песни» 2007 года была разработана Дереком Сандбеком (звук), Форестом Годфри (свет и проекции), Лаурой Вильгельм (кукольный театр), Кристофером Киддер-Мостром (декорация) и Эрин Хейнс (костюмы) с гримом и марионетки Билла Хедрика и Роба Витоффа. В 2010 году был заказан новый комплект костюмов, разработанный Джеффом Штольцем. Эти костюмы также использовались для первой постановки в Цинциннати в 2013 году. Новая марионетка была разработана и изготовлена для первой постановки в Чикаго Кэт Плевиак из компании Sea Beast Puppet Company.
Начиная с оригинальной постановки в 2007 году, производственный дизайн «Клингонской рождественской песни» включал костюмы, напоминающие о средневековой Земле, и очень минимальную конструкцию декораций. Commedia Beauregard заново изобрела дизайн для своей постановки 2013 года с костюмами в более викторианском стиле (автор Клер Кемок) и многоуровневым дизайном декораций (автор Ян Мостром).

### Звуковое оформление
Звуковое оформление для премьерной постановки был предоставлено Дереком Сандбеком. В 2010 году впервые была заказана музыкальная партитура к спектаклю. Эта партитура была написана Майком Халленбеком и использовалась в Minnesota and Chicago Productions. В 2011 году Джон Силпайаманант написал новую музыку. Этот саундтрек использовался для постановок в Чикаго в 2011 и 2012 годах, в постановке Hugo West Theatricals в 2013 году в Цинциннати, штат Огайо, и в постановке WSC Avant Bard в 2014 году в Вашингтоне, округ Колумбия. Постановку The Arts 'Nest 2014 года в Миннесоте предоставил Джо Гриффин из Toxic Bag Productions.

## Записи и публикации
Сценарий клингонской рождественской песни был впервые опубликован в феврале 2014 года издательством Commedia Beauregard. Это издание в твёрдом переплете содержало тексты на английском и клингонском языках, а также примечания автора и переводчика.
Были созданы DVD-записи постановок Commedia Beauregard 2010 и 2012 годов с видеозаписью и производством Audio / Video Logistics Sound & Film Works. Первый заказной саундтрек Майка Халленбека можно услышать на DVD 2010 года, а второй заказной саундтрек Джона Сильпаямананта и его ансамбля, bomwI'pu' (Клингонский музыкальный проект il Troubadore)bomwI'pu' (The il Troubadore Klingon Music Project), можно услышать на DVD 2012 года.
Компакт-диск с записью третьей заказанной партитуры Джо Гриффина был выпущен Commedia Beauregard в 2014 году. Партитура Джона Силпаямананта и Джо Гриффина является официальной партитурой и существует для использования в постановках.

## См.также
- Адаптации Рождественской песни[англ.]

## Внешние ссылки
- Commedia Beauregard
- Wall Street Journal
- Reuters Photographer's Slideshow
- Windy City Media Group
- Cool-A-Rama
- BroadwayWorld.com
- Chicagoist.com